# Rolf Gocht
Rolf Gocht (* 1913; † 2008) war ein deutscher Wirtschaftswissenschaftler. 

## Leben
Rolf Gocht studierte an der Albert-Ludwigs-Universität Freiburg Volkswirtschaft unter Walter Eucken und war dort Wissenschaftlicher Assistent von 1937 bis 1938, wo er anschließend 1939 promoviert wurde. Es folgte eine Tätigkeit am Arbeitswissenschaftlichen Institut in Berlin, bevor er ab 1939 im Zweiten Weltkrieg Kriegsdienst leistete und in Gefangenschaft geriet. Von 1946 bis 1949 war er Angestellter im Badischen Ministerium für Wirtschaft und Arbeit. 1951 trat er ins Bundesministerium für Wirtschaft unter der Leitung von Ludwig Erhard ein. Dort war er in verschiedenen Funktionen tätig. Ab 1959 war er Leiter der Unterabteilung „Grundsatzfragen der Wirtschaftspolitik“, bis er 1963 zum Abteilungsleiter „Wirtschaftspolitik“ befördert wurde. 1967 trat er als Mitglied des Direktoriums der Deutschen Bundesbank bei. Nach seiner Pensionierung wurde er 1976 Vorstandsmitglied des Walter Eucken Instituts und blieb dies bis 1983. Dieses Institut wurde 1954 unter Mithilfe Ludwig Erhards gegründet und befasst sich insbesondere mit ordnungspolitischen und -ökonomischen  Fragestellungen im Sinne des Ordoliberalismus der „Freiburger Schule“.

## Veröffentlichungen
- Rolf Gocht: Die Interdepenz der Ordnungen, zu K. Paul Hensels Einführung in die Theorie der Zentralverwaltungswirtschaft. In: ORDO: Jahrbuch für die Ordnung von Wirtschaft und Gesellschaft, Band 7 (1955), S. 215–218.
- Rolf Gocht: Kritische Betrachtungen zur nationalen und internationalen Geldordnung. Duncker & Humblot, Berlin 2. Auflage 2011, ISBN 978-3-428-13651-3.